# Murexsul jacquelinae
Murexsul jacquelinae is een slakkensoort uit de familie van de Muricidae. De wetenschappelijke naam van de soort is voor het eerst geldig gepubliceerd in 1969 door Emerson & D'Attilio.